# Мигулько Віктор Васильович
Мигулько Віктор Васильович  (11 грудня 1924 — 23 грудня 1993) — радянський і український художник театру і кіно, головний художник Кіностудії імені Олександра Довженка. Заслужений художник УРСР (1978).

## Біографія
Народився у 1924 р. в с. Губник Вінницької обл. в родині інженера-залізничника. Батько — Василь Прохорович Мигулько, доцент Одеського архітектурно-будівельного інституту, кандидат технічних наук. Мати — Настасія Феофанівна Мигулько, учитель середньої школи. В 1927 році родина Мигулько переїхала до Одеси, де пройшло його дитинство і юнацькі роки. Почав навчання у художньому училищі Одеси під час румунської окупації в 1942 році, в Трансністрії.Закінчив живописне відділення Одеського державного художнього училища (1947) та художній факультет Всесоюзного державного інституту кінематографії (1953).
В 1944–1945 рр. служив у Радянській Армії в 49-й стрілковій дивізії. Учасник бойових дій під час Німецько-радянської війни. Звільняв Румунію і Болгарію від нацистів, отримав контузію. Нагороджений Орденом Великої Вітчизняної війни й багатьма медалями
З 1953 р. працював на Київській студії художніх фільмів. Художник-постановник понад тридцять кінокартин. До 1962 року в одній комунальній квартирі із родиною Мигулько по вулиці Олександра Довженко 10 мешкав Сергій Параджанов.
Оформив ряд театральних постановок у Національний академічний драматичний театр імені Івана Франка Національний академічний драматичний театр імені Лесі Українки. Живописець, графік. Учасник багатьох республіканських, всесоюзних і міжнародних художніх виставок. Персональні виставки 1974 і 1984 року в Києві, 2007 і 2008 року в Одесі (посмертні). Автор багатьох живописних творів, натюрмортів, портретів, пейзажів Криму, Карпат, Києва та Одеси, історичних картин.
Твори В. В. Мигулько знаходяться в музеях і приватних колекціях України та світу. Найбільш відомі: «Дівчина біля самовару» (1948), «На прийомі у лікаря» (1949), «Натюрморт із каштановим листям»(1981)."Гранати", «Зима 1941 року»."Визволення", «Дума про Київ» всі 1983, серії ліногравюр «Гуцульщина» (1958—1960), «Толкучка», Каменистый берег" (1982), «Карпатские дали» (1989), «На съемочной площадке» (1990).
Був членом Спілок художників і кінематографістів України.
Помер 23 грудня 1993 р. в Києві.
Похований на Другиому Християнському цвинтарі (Одеса).

## Фільмографія
Художник-постановник:
- «Команда з нашої вулиці» (1953, у співавт. з О. Степаненком)
- «Над Черемошем» (1954)
- «Зірки на крилах» (1955)
- «Іван Франко» (1956)
- «Народжені бурею» (1957)
- «Гори, моя зоре!» (1957, у співавт. з О. Степаненком)
- «Сашко» (1958)
- «Олекса Довбуш»)у співавт.)
- «Люди моєї долини» (1960)
- «Артист із Коханівки» (1961)
- «Між добрими людьми» (1962)
- «Бухта Олени» (1963)
- «Ключі від неба» (1964)
- «Циган» (1967)
- «Втікач з «Янтарного»» (1968)
- «Поштовий роман» (1970)
- «Людина в прохідному дворі» (1972)
- «Заячий заповідник» (1974)
- «Народжена революцією» (1973–1977, 10 а)
- «Хвилі Чорного моря» (1975, у співавт.)
- «Дощ у чужому місті» (1979)
- «Дивна відпустка» (1980)
- «Історія одного кохання» (1981)
- «Таємниця, відома всім» (1981, 2 с)
- «Провал операції „Велика Ведмедиця“» (1983)
- «Коні не винні» (1984)
- «Контрудар» (1985)
- «Нас водила молодість...» (1986)
- «Танго смерті» («Санаторійна зона») (1991) та ін.